# Danis danis
Danis danis är en fjärilsart som beskrevs av Pieter Cramer 1779. Danis danis ingår i släktet Danis och familjen juvelvingar. Inga underarter finns listade i Catalogue of Life.

## Bildgalleri

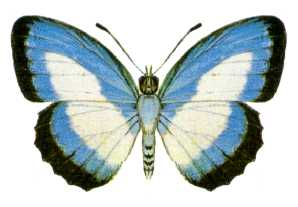
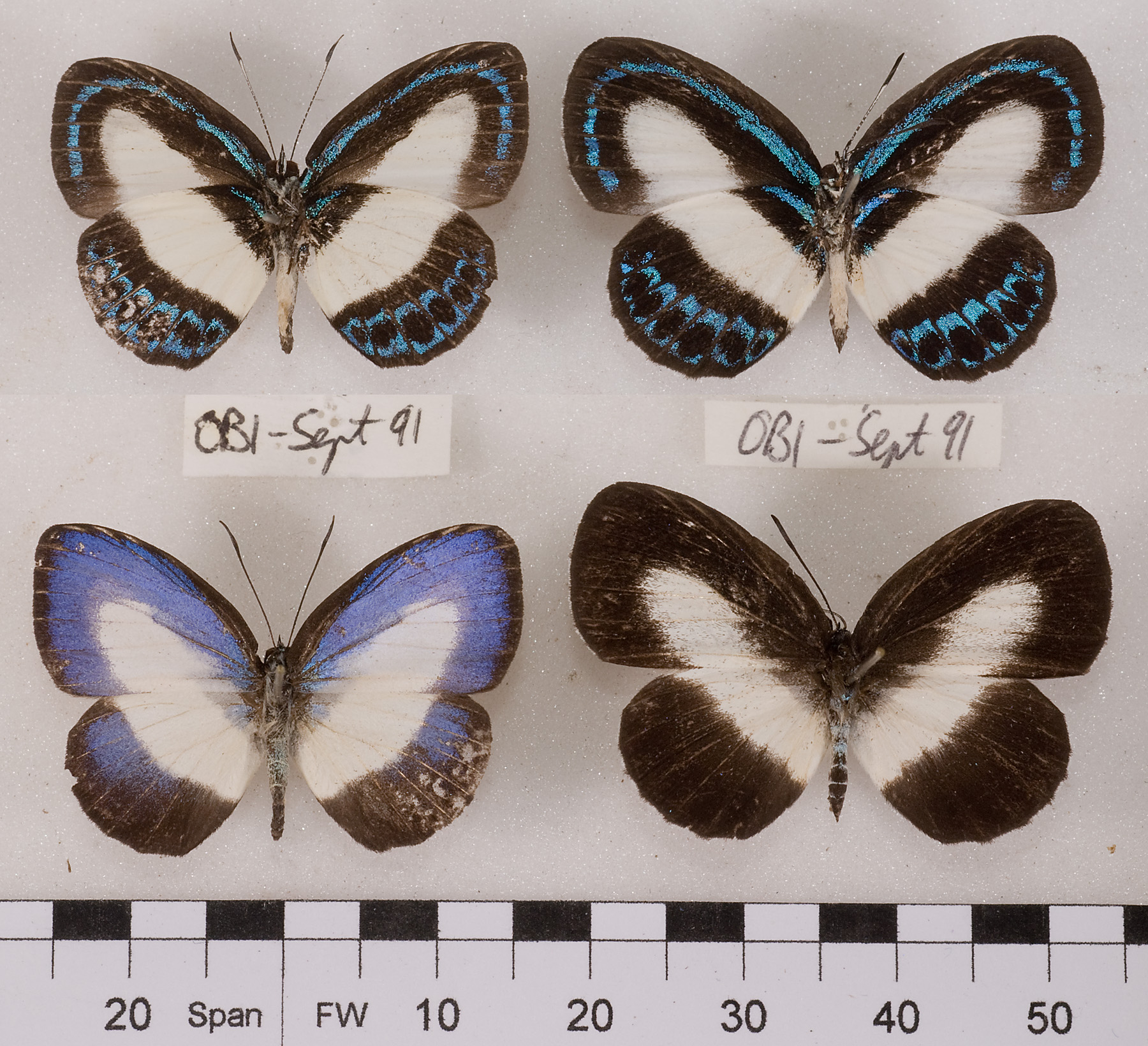
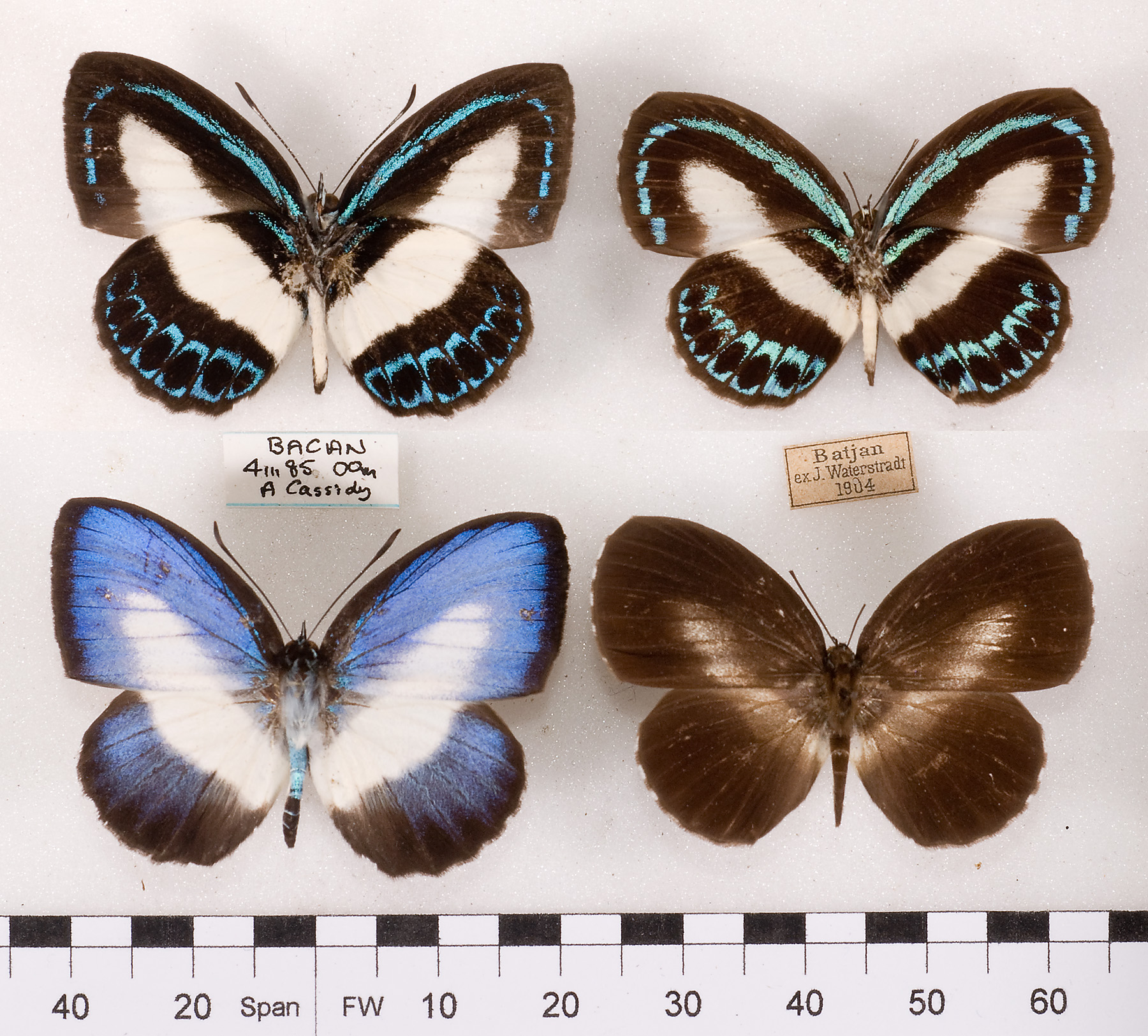
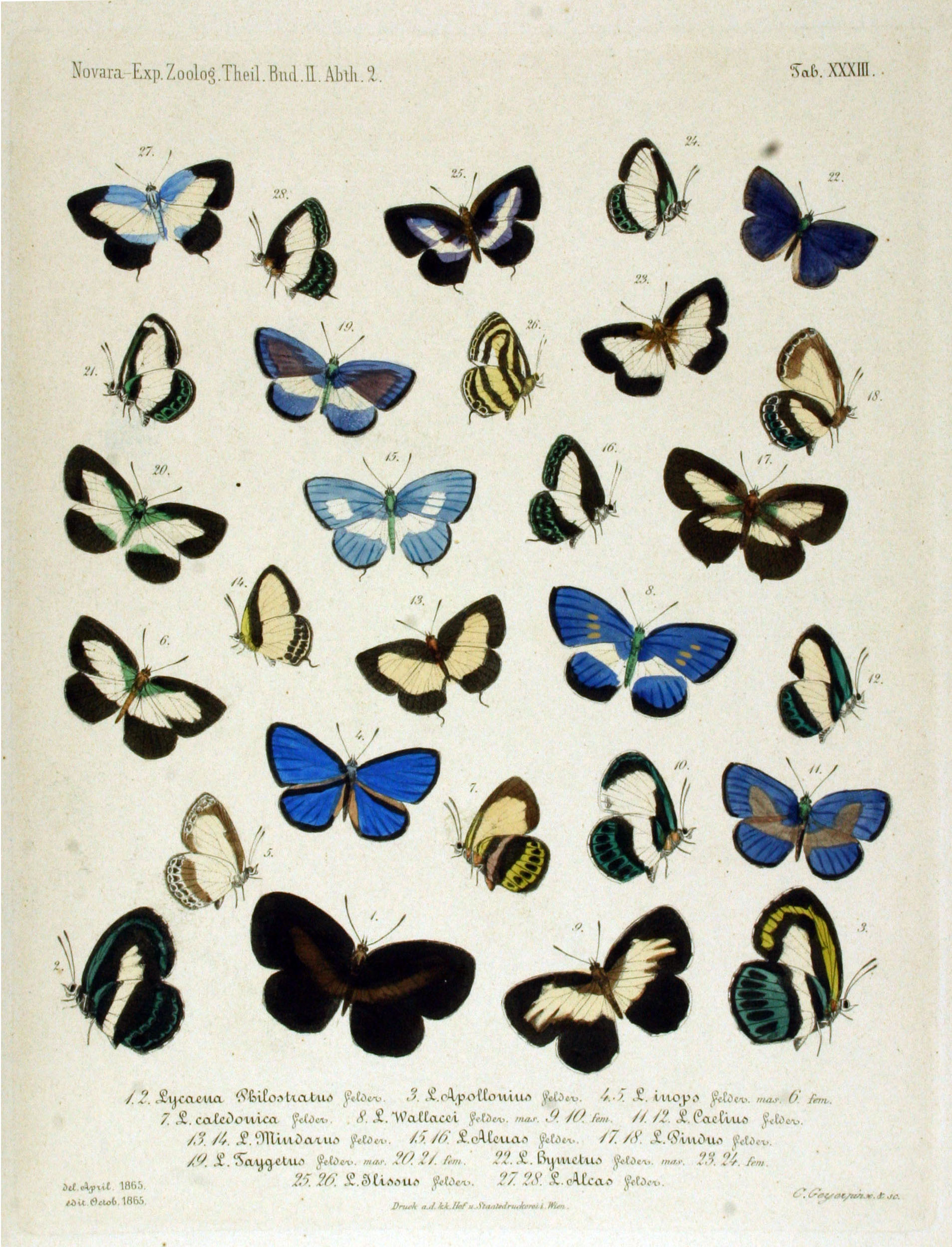